# فرنسيس كلارك
فرنسيس كلارك (بالإنجليزية: Francis Clarke)‏ هو سياسي أسترالي، ولد في 25 مارس 1857 في أستراليا، وتوفي في 18 مايو 1939 في أستراليا. حزبياً، نشط في Protectionist Party ‏.

## مناصب
- انتخب عضو الجمعية التشريعية نيو ساوث ويلز عن دائرة Electoral district of Hastings and Macleay [الإنجليزية]‏ ( – 11 يونيو 1901).
- انتخب عضو الجمعية التشريعية نيو ساوث ويلز عن دائرة Electoral district of Hastings and Macleay [الإنجليزية]‏ (17 يوليو 1894 – 7 سبتمبر 1898).
- انتخب عضو الجمعية التشريعية نيو ساوث ويلز عن دائرة Electoral district of Macleay [الإنجليزية]‏ (29 مايو 1893 – 25 يونيو 1894).
- انتخب عضو مجلس النواب الأسترالي عن دائرة Division of Cowper [الإنجليزية]‏ (29 مارس 1901 – 16 ديسمبر 1903).
- انتخب عضو المجلس التشريعي نيو ساوث ويلز (11 أبريل 1899 – ).